# Usufruit
L'usufruit est le droit de se servir d'un bien (habiter une maison, utiliser du mobilier…) ou d'en percevoir les revenus (par exemple encaisser des loyers, des intérêts ou des dividendes), sans pour autant en être propriétaire. En France, il est défini à l'article 578 du Code civil.
L'usufruit est l'association de deux droits démembrés du droit de propriété : l'usus et le fructus. Il forme un ensemble avec la nue-propriété, dont il est complémentaire, qui consiste en un troisième droit démembré de la propriété, le droit d'aliéner, ou abusus.
Il diffère de la propriété en ce qu'il ne donne pas le droit de détruire ou d'aliéner la chose. De plus, l'usufruit a nécessairement une durée, alors que le droit de propriété est imprescriptible sauf en cas d'usucapion.

## Définition

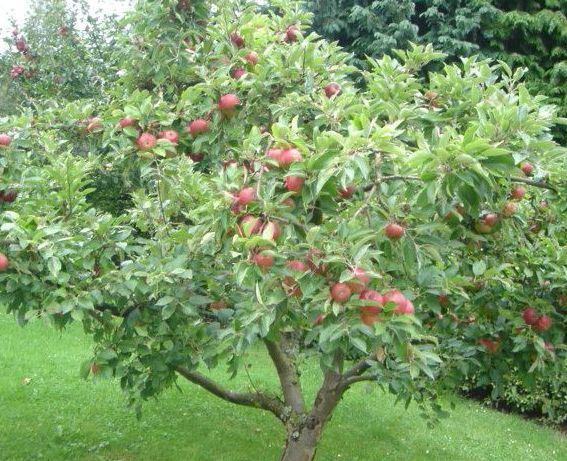
Voici un pommier : un usufruitier a droit à la récolte des pommes pendant toute sa vie mais n'a le droit ni d'abattre l'arbre ni de le vendre. Si le pommier vient à mourir, il doit en replanter un autre de même nature.

L'usufruit est un droit réel (droit portant sur une chose) conférant le droit d'usage et le droit au fruit d'une chose appartenant à autrui. En droit français, l'usufruit est défini comme « le droit de jouir des choses dont un autre a la propriété, comme le propriétaire lui-même, mais à la charge d'en conserver la substance ».
« Usus » est un mot latin qui signifie « usage » tout comme le mot « fructus » qui signifie « jouissance ». Ensemble ils composent le mot « usufruit » qui signifie le droit d'utiliser et de jouir des fruits, c'est-à-dire des revenus d'un bien dont la « nue-propriété » appartient à une autre personne. L'usufruitier a donc l'« usus » et le « fructus », mais son droit est limité par l'obligation de conserver la substance de la chose afin de la rendre à terme au nu-propriétaire qui a gardé l'abusus, c'est-à-dire la capacité de vendre, de donner, de consentir un bail commercial, ou de détruire le bien.
L'usufruit peut porter sur :
- Un immeuble (tel qu'une maison), et se rapproche du droit d'usage et d'habitation qui est mentionné à l'article 274 du Code civil français[3] relatif aux conséquences du divorce[4] ;
- Des valeurs telles que de l'argent ou des actions, ou n'importe quel type de bien. En raison de la consommation de la chose objet de l'usufruit dans ce cas, on parle de quasi-usufruit. Par exemple, le Code civil français prévoit :

« Si l'usufruit comprend des choses dont on ne peut faire usage sans les consommer, comme l'argent, les grains, les liqueurs, l'usufruitier a le droit de s'en servir, mais à la charge de rendre, à la fin de l'usufruit, soit des choses de même quantité et qualité soit leur valeur estimée à la date de la restitution. »
— Article 587 du Code civil.
L'usufruitier doit entretenir le bien dont il bénéficie, et en assumer le coût. En France, le Code civil prévoit que le nu propriétaire doit assumer les « grosses réparations [...] à moins qu'elles n'aient été occasionnées par le défaut de réparations d'entretien » », qui sont dues par l'usufruitier. En France, l'usufruitier est aussi redevable de la taxe foncière.

## Durée

### En France
Il est au maximum viager pour les personnes physiques (c’est-à-dire qu'il s'éteint au plus tard au décès de la dernière personne à qui il avait été concédé). L'usufruit constitué au profit d'une personne morale a une durée maximum de trente ans : « L'usufruit qui n'est pas accordé à des particuliers ne dure que trente ans. ».
Il peut également être successif ou réversif entre personnes physiques.
Une fois l'usufruit éteint, le nu-propriétaire devient plein propriétaire.

### Au Québec
L'article 1123 du Code civil du Québec prévoit que :
- La durée de l'usufruit ne peut excéder 100 ans, même si l'acte qui l'accorde prévoit une durée plus longue ou constitue un usufruit successif ;
- L'usufruit accordé sans terme est viager ou, si l'usufruitier est une personne morale, trentenaire.

### En Thaïlande
Les articles 1417 à 1728 du Code Commercial et Civil de la Thaïlande prévoit aussi l’usufruit dans ce pays ayant adopté un code civil ressemblant au droit français.
- La durée de l'usufruit ne peut excéder 30 ans pour une période spécifiée. Mais il peut aussi être viager.
- L'usufruit doit être inscrit au registre foncier de Thaïlande pour avoir un effet sur les tierces parties. Le nom de l’usufruitier sera écrit au version du titre de propriété en thaïlandais[10].

## Utilité
De nombreux cas d'usufruit se rencontrent après succession.
En France, dans une succession sans disposition à cause de mort, si tous les enfants sont ceux des deux époux, le conjoint survivant recueille, à son choix :
- Soit l'usufruit de la totalité des biens existants ;
- Soit la pleine propriété du quart de ces biens.

Si un ou plusieurs enfants ne sont pas issus des deux époux, le conjoint survivant recueille la pleine propriété du 1/4 des biens.
En Belgique, le conjoint survivant a droit à l'usufruit sur la totalité de la succession du défunt.

« Lorsque le défunt laisse des descendants, des enfants adoptifs ou des descendants de ceux-ci, le conjoint survivant recueille l'usufruit de toute la succession. »

— C.civ. belge 745bis, §1
L'usufruit se rencontre souvent également dans la planification successorale. Des parents veulent, pour des raisons fiscales, donner de leur vivant leur maison à leurs enfants mais veulent pouvoir continuer à y habiter et à en percevoir les loyers s'ils doivent la quitter. Une solution pour eux est de vendre ou donner la nue-propriété de leur bien à leurs enfants.
Enfin, l'usufruit est rencontré dans le cadre du démembrement de propriété et plus précisément dans le cadre de l'usufruit locatif. Il s'agit là d'une solution permettant aux collectivités territoriales d'obtenir des moyens nécessaires pour financer le logement social des ménages français. Ce modèle considéré comme une solution au service du logement abordable est encadré par l'article 55 de la loi Solidarité et Renouvellement Urbain (SRU) de 2006. Une note technique rédigée par le Ministère de la cohésion des territoires et des relations avec les collectivités territoriales encadre l'usufruit locatif social et encourage son usage dans les communes.

## Cessibilité
Ce droit est transmissible c’est-à-dire qu'on peut le vendre, le céder, le donner, même l'hypothéquer.
- Si l'on n'est qu'usufruitier, la durée de l'usufruit ne varie pas par cession. Donc, s'il s'agit d'un usufruit viager, il s'éteindra au décès de la ou des personnes pour lesquelles a été créé l'usufruit, même si les personnes à qui elles l'ont cédé sont encore en vie ;
- Le plein propriétaire peut céder un usufruit sur son bien, il devient alors nu-propriétaire.

## Le quasi-usufruit
L'usufruit sur une chose consomptible est un « quasi-usufruit ». L'usufruitier ayant, par hypothèse, consommé la chose, ne devra à terme qu'en rendre l'équivalent.
Par exemple : une succession comporte une somme d'argent sur un compte courant ou d'épargne. L'usufruitier de cette somme pourra l'utiliser comme il l'entend. Les nu-propriétaires auront une créance de restitution sur la succession de l'usufruitier, c'est-à-dire que la succession aura une dette qui sera déduite et payée aux nu-propriétaires avant la liquidation de celle-ci. Pour confirmer la créance de restitution - et éviter ainsi les droits de succession au décès du quasi-usufruitier - les héritiers peuvent demander au notaire d'établir une convention de quasi-usufruit. Cette convention permet en outre aux héritiers de mettre en place des garanties, pour être sûr de retrouver les sommes d'argent au décès du quasi-usufruitier.
Bien qu'ayant initialement une origine légale, le quasi-usufruit peut également naître d'un contrat et porter sur un bien non consomptible. C'est un instrument de gestion de patrimoine très pertinent notamment lorsqu'il s'intègre dans des statuts de SCI.

## Cas particulier de l'usufruit sur un portefeuille de titres
Un portefeuille de titres mobiliers n'est pas considéré comme consomptible au premier usage. L'article 587 du Code civil français ne s'y applique donc pas. En revanche il est considéré comme une « universalité » depuis l'arrêt de la Cour de cassation du 12 novembre 1998 dit « Arrêt Baylet ».
Par exemple, Madame décède laissant son époux, deux enfants et un portefeuille mobilier composé d'actions, d'obligations et de participations dans un fonds de placement. Dans cette hypothèse, nous admettons que la succession est régie par le droit français.
- Avant cet arrêt : Monsieur aurait la moitié en usufruit de chaque élément composant le portefeuille. Chaque fois qu'une obligation arrivait à terme, cela provoquait une réunion de famille afin de décider le remploi qui serait fait du manteau. Le père, qui touche les intérêts, privilégiant un placement à haut rendement, les enfants, qui recevront le capital au décès de leur père, préférant les placements sans risque d'entamer le capital. En cas de blocage, la réunion de famille se prolongeait devant le juge.
- Depuis cet arrêt : Monsieur gère tout seul le portefeuille, fait les remplois qu'il estime bons. Sa seule obligation est de garder un portefeuille équivalent en composition (actions/obligations...) et en valeur. Les enfants ne peuvent que surveiller la gestion de leur père et ont une action contre lui s'il met en danger le portefeuille désormais considéré comme un tout (universalité de fait) et non plus une juxtaposition de différents biens.

La Cour de cassation belge n'a pas (encore) suivi son homologue français. Il semble cependant possible de faire régir l'usufruit successoral sur un portefeuille mobilier par le quasi-usufruit si on le prévoit dans un testament. La cour d'appel de Mons a validé un tel procédé.

## L'usufruit éventuel
L'usufruit éventuel se rencontre lorsqu'une personne acquiert l'usufruit d'une nue-propriété. Le cas se rencontre lors de successions.

« Albert et Paola ont un fils, Philippe, lequel est marié avec Mathilde. Ils ont un fils Mathieu
Albert décède. Sa succession est recueillie pour l'usufruit par son épouse, Paola, et pour la nue-propriété par son fils Philippe. Philippe décède à son tour. Mathilde, son épouse, recueille l'usufruit de sa succession. Dans le patrimoine de Philippe, se trouve la nue-propriété de la succession d'Albert. Mathieu recueille la nue-propriété. Mais c'est Paola, toujours en vie, qui continue à jouir de l'usufruit de la nue-propriété de la succession d'Albert. 
Dans ce cas, on dit que Mathilde a un usufruit éventuel sur la succession d'Albert. Si Paola décède avant Mathilde, cette dernière recueillera l'usufruit de la succession d'Albert. Cet usufruit n'est qu'éventuel car il dépend de l'ordre des décès futurs. Si Mathilde décède avant Paola, elle n'aura jamais eu la jouissance de cet usufruit; et ses héritiers (si elle avait eu un premier enfant par exemple) ne pourront y prétendre non plus car l'usufruit ne se transmet pas : il s'éteint avec le décès de son bénéficiaire (bénéficiaire "hypothétique" au cas présent) »

On parle également d'« usufruit successif ».

## L'usufruit locatif social
Ce type de modèle, juridique et financier, se fonde sur le partage temporaire de l'usufruit et la nue-propriété. Ces derniers sont les deux attributs de droit de propriété.
C'est avec la mobilisation d'une épargne d'investisseurs particuliers que l'usufruit locatif social (USL) intervient. Elle permet aux collectivités locales de s'implanter ou de loger des ménages là où le marché est tendu, mais aussi dans les centres-villes, à proximité des lieux de vie, de travail ou des écoles. L'usufruit locatif social peut multiplier les opérations immobilières dans le neuf (ou VEFA) et dans le patrimoine existant,.
Ce modèle propose une "solution de financement aux problématiques de logements français" et permet, à la fin de l'usufruit, aux nus-propriétaires de récupérer leur logement.